# Hidinge
Hidinge is een klein kerkdorp in het noorden van de gemeente Lekeberg in het landschap Närke en de provincie Örebro län in Zweden. Het dorp heeft 87 inwoners (2005) en een oppervlakte van 24 hectare. Het dorp ligt net ten zuiden van de E18 en Lanna, en ten noorden van Fjugesta. De riviertjes Garphytteån en Svartån komen samen in Hidinge.

## Bezienswaardigheden
- de oude kerk
- de nieuwe kerk
- natuurreservaat Lekeberga-Sälven